# HMS Exmoor (L08)
Pour les autres navires du même nom, voir HMS Exmoor.
Le HMS Exmoor (pennant number L08) est un destroyer d'escorte de classe Hunt de type II construit pour la Royal Navy pendant la Seconde Guerre mondiale.

## Construction
Le Exmoor est commandé le 20 décembre 1939 dans le cadre du programme d'urgence de la guerre de 1939 pour le chantier naval de Swan Hunter and Wigham Richardson Ltd. de Wallsend-on-Tyne en Angleterre sous le numéro J4190. La pose de la quille est effectuée le 7 juin 1940, le Exmoor est lancé le 12 mars 1941 et mis en service le 18 octobre 1941.
Il est parrainé par une communauté civile de Minehead dans le Somerset pendant la campagne nationale du Warship Week (semaine des navires de guerre) en mars 1942.
Les navires de classe Hunt sont censés répondre au besoin de la Royal Navy d'avoir un grand nombre de petits navires de type destroyer capables à la fois d'escorter des convois et d'opérer avec la flotte. Les Huntde type II se distinguent des navires précédents type I par une largeur (Maître-bau) accru afin d'améliorer la stabilité et de transporter l'armement initialement prévu pour ces navires.
Le Hunt type II mesure 80,54 m de longueur entre perpendiculaires et 85,34 m de longueur hors-tout. Le Maître-bau du navire mesure 9,60 m et le tirant d'eau est de 3,51 m. Le déplacement est de 1070 t standard et de 1510 t à pleine charge.
Deux chaudières Admiralty produisant de la vapeur à 2100 kPa et à 327 °C alimentent des turbines à vapeur à engrenages simples Parsons qui entraînent deux arbres d'hélices, générant 19 000 chevaux (14 000 kW) à 380 tr/min. Cela donné une vitesse de 27 nœuds (50 km/h) au navire. 281 t de carburant sont transportés, ce qui donne un rayon d'action nominale de 2 560 milles marins (4 740 km) (bien qu'en service, son rayon d'action tombe à 1 550 milles marins (2 870 km)).
L'armement principal du navire est de six canons de 4 pouces QF Mk XVI (102 mm) à double usage (anti-navire et anti-aérien) sur trois supports doubles, avec un support avant et deux arrière. Un armement antiaérien rapproché supplémentaire est fourni par une monture avec des canons quadruple de 2 livres "pom-pom" MK.VII et deux  canons Oerlikon de 20 mm Mk. III montés dans les ailes du pont. Les montures jumelles motorisées d'Oerlikon sont remplacées par des Oerlikons simples au cours de la guerre. Jusqu'à 110 charges de profondeur pouvaient être transportées,. Le navire avait un effectif de 168 officiers et hommes,.

## Histoire
Alors en cours de construction sous le nom de HMS Burton, il est rebaptisé HMS Exmoor en juin 1941 à la suite de la perte tragique du premier navire de ce nom en février 1941, le HMS Exmoor (L61).

### Seconde guerre mondiale

#### Atlantique, 1941
Lors de la mise en service, le Exmoor commence immédiatement à réaliser des essais. Après leur achèvement réussi plus tard en octobre, il est positionné à Scapa Flow dans les îles Orcades, où il effectue des tâches avec les navires de la Home Fleet. Après avoir terminé ses préparatifs en novembre 1941, le Exmoor est sélectionné pour des tâches d'escorte de patrouille et de convoi à Gibraltar, mais avant d'assumer ces responsabilités, il se rend à Derry - également connue sous le nom de Londonderry - en Irlande du Nord et rejoint le 13 novembre 1941 son sister ship (navire jumeau) Badsworth et les destroyers Vanquisher et Witch comme escorte du convoi militaire WS12Z pendant qu'il traversait les approches occidentales. Il se détache du convoi le 17 novembre 1941.
En décembre 1941, le Exmoor se rend à Gibraltar, où il se présente à la 13e Flottile de destroyers - qui comprend également ses sister ships Blankney et Croome - pour le devoir. Le 14 décembre 1941, le Exmoor est déployé pour renforcer l'escorte du convoi HG76, qui subit de fortes attaques de sous-marins allemands (U-Boote) dans l'océan Atlantique Nord. Le 17 décembre 1941, le Exmoor rejoint le Blankney, le destroyer Stanley, la corvette Pentstemon, le sloop Stork et un avion Grumman Martlet du Fleet Air Arm du squadron 802 Naval Air venant du porte-avions d'escorte Audacity dans une attaque avec des charges de profondeur qui force le sous-marin allemand U-131 à faire surface, où il coule par des coups de feu au nord-est de Madère, au Portugal, à la position géographique de 34° 12′ 00″ N, 13° 35′ 00″ O. Le 18 décembre 1941, le Exmoor est détaché du convoi et retourne à Gibraltar.

#### Méditerranée, 1942
En janvier 1942, le Exmoor est transféré à la 37e Division de Destroyers, responsable des patrouilles anti-sous-marines et de la défense des convois dans l'océan Atlantique Nord et la Méditerranée occidentale. Il continue ce travail jusqu'au 27 février 1942, quand le Exmoor ,le  Blankney et le Croome sont affectés à la Force H pour participer avec le cuirassé Malaya, les porte-avions Argus et Eagle, le croiseur léger Hermione et les destroyers Active, Anthony, Laforey, Lightning, Whitehall, et Wishart dans l'opération Spotter I, une tentative de livrer des avions Bristol Blenheim et Supermarine Spitfire à Malte. L'opération est annulée le 28 février 1942 lorsque des défauts sont découverts dans les réservoirs de carburant de des avions .
Le Exmoor reprend ses activités normales de patrouille et d'escorte jusqu'au 6 mars 1942, lorsqu'il est de nouveau affecté à la Force H en tant qu'escorte pour une deuxième tentative de mener à bien l'opération Spotter I. Le Exmoor reprend ses fonctions de routine le 8 mars 1942. Le 20 mars 1942, il reçoit sa troisième affectation à la Force H, cette fois pour rejoindre les Malaya, Argus, Eagle, Hermione, Active, Anthony, Blankney, Croome, Laforey, Whitehall, Wishart, et le destroyer Duncandans l'opération Picket I, la livraison des avions Blenheim, Spitfire et Bristol Beaufort à Malte. Le Exmoor est renvoyé à ses fonctions de routine le 23 mars 1942, mais le 28 mars 1942, il est réaffecté à la Force H pour l'opération Picket II, une autre livraison d'aéronefs à Malte impliquant les mêmes navires que Picket I. Le Exmoor reprend de nouveau ses fonctions normales d'escorte de patrouille le 30 mars 1942. En mars 1942, il est "adopté" par la communauté de Minehead dans le Somerset, à la suite d'une campagne d'épargne nationale réussie pour la Warship Week (semaine des navires de guerre).
Le 1er avril 1942, le Exmoor et le Croome sont réaffectés à la 9e Flottille de Destroyers de la Mediterranean Fleet (flotte méditerranéenne), basée à Alexandrie, en Égypte, et quittent Gibraltar à destination d'Alexandrie via une croisière autour de l'Afrique. Le 8 avril 1942, ils arrivent à Freetown en Sierra Leone, où ils sont temporairement affectés à des escortes locales. Le 11 avril 1942, le Exmoor et le Croome rejoignent le destroyer Wild Swan, la corvette Hydrangea et les corvettes des Forces navales françaises libres, le commandant Drogou (K195) et le commandant Détroyat (K183) comme escorte locale pour le convoi militaire WS17B alors qu'il passe le long de la côte de l'Afrique de l'Ouest à destination du Cap de Bonne-Espérance. Le Exmoor, le Croome et le commandant Détroyat sont détachés du convoi le 15 avril 1942 et retournent à Freetown.
Le 25 avril 1942, le Exmoor et le Croome quittent Freetown pour un voyage sur la côte ouest de l'Afrique, autour du Cap de Bonne-Espérance, dans l'océan Indien et sur la côte est de l'Afrique, par la mer Rouge, puis via le canal de Suez vers la Méditerranée orientale et leurs nouvelles fonctions à Alexandrie, où ils arrivent en mai 1942. Ils commencent des tâches de patrouille et d'escorte en Méditerranée orientale et un soutien à la garnison de l'armée britannique à Tobrouk en Libye. Le soutien à la garnison dure jusqu'en juin 1942, lorsque le Exmoor est affecté à participer à l'opération Vigorous, un effort majeur pour réapprovisionner Malte, dans le cadre de l'escorte du convoi MW11. Le 13 juin 1942, le Exmoor et le Croome rejoignent les destroyers britanniques Fortune, Griffin, Hasty, Hero, Hotspur, Inconstant, Javelin, Jervis, Kelvin, Pakenham, Paladin, Sikh, et Zulu, les destroyers d'escorte britanniques Airedale, Aldenham, Beaufort, Dulverton, Eridge, Hurworth, et Tetcott, et les destroyers de la Royal Australian Navy HMAS Napier, HMAS Nestor, and HMAS Norman comme escorte du convoi MW11. Les avions de l'Axe ont commencé à attaquer le convoi le 14 juin 1942; les attaques aériennes ont cessé à la tombée de la nuit, après quoi les avions ont largué des fusées éclairantes pour aider les torpilleurs de l'Axe dans leurs attaques. Les attaques aériennes et par torpilleurs se sont poursuivies jusqu'au 15 juin 1942, moment où la menace d'interception du convoi par des unités de surface lourdes de la Marine royale italienne a annulé l'opération et le retour du convoi au port .
Le 22 juin 1942, le Exmoor reprend ses fonctions normales avec sa division de destroyers. En juillet et août 1942, ceux-ci se concentrent sur le soutien à la garnison de Tobrouk, y compris le bombardement des positions de l'Axe à terre en Libye en appui des opérations de l'armée britannique. En septembre 1942, le Exmoor est choisi pour participer à l'opération Agreement, une attaque terrestre et amphibie contre les positions de l'Axe autour de Tobrouk et, après avoir embarqué une force de Royal Marines, s'e démarque d'Alexandrie avec le Sikh et le Zulu le 12 septembre 1942. Il échange des coups de feu avec L'artillerie côtière de l'Axe le 13 septembre 1942 et, après l'échec de l'opération Agreement, retourne à Alexandrie en compagnie des Beaufort, Dulverton et Hurworth le 14 septembre 1942.
En octobre 1942, le Exmoor soutient des opérations militaires à terre dans le cadre de l'opération Lightfoot, qui fait partie du prélude à la deuxième bataille décisive d'El Alamein, et le 20 octobre 1942, il escorte une force qui effectue un débarquement de diversion à Ras-el-Kanais. En novembre 1942, le Exmoor retourne en patrouille et en escorte de convoi en Méditerranée orientale. Le 17 novembre 1942, le Exmoor, le Aldenham, le Beaufort, le destroyer d'escorte Belvoir et le destroyer grec Pindos rejoignent le convoi MW13 comme escorte rapprochée de l'opération Stone Age, la première tentative de diriger un convoi en direction ouest vers Malte depuis l'opération Vigorous. Malgré les attaques aériennes de l'Axe le 18 novembre 1942 qui ont mis hors service le croiseur léger Aurora, le convoi a traversé Malte, arrivant le 20 novembre 1942. le Exmoor et les autres navires de l'escorte rapprochée quittent Malte le 21 novembre 1942 et regagnent Alexandrie.
Le 1er décembre 1942, les Exmoor, Belvoir, Croome, Hursley, Tetcott, et Pindos rejoignent le convoi à destination de Malte MW14 comme escorte rapprochée de l'opération Portcullis, livrant le convoi en toute sécurité à sa destination le 5 décembre 1942. Le 7 décembre 1942, les Exmoor, Aldenham, Belvoir, Croome, Dulverton, Hursley, Pakenham, Pindos, et Tetcott rejoignent le croiseur léger Orion, le destroyer Petard et le destroyer grec Vasilissa Olga pour escorter le convoi ME11 en provenance de Malte à destination de l'Égypte, mais les Exmoor, Orion, Aldenham, Croome, Dulverton, et Hursley se détachent le 9 décembre 1942 pour escorter le convoi MW15 en direction ouest vers Malte dans le cadre de l'opération Quadrangle A.

#### Méditerranée, 1943
De janvier à mars 1943, le Exmoor et le reste de sa division de destroyers soutiennent les opérations de la 8e Armée britannique alors qu'elle avance à travers la Libye et en Tunisie à la poursuite du retrait des forces de l'Axe. Le 27 mars 1943, le Exmoor sauve 13 survivants du navire marchand britannique City of Guildford, que le sous-marin allemand U-593 avait coulé au large de Derna, en Libye, à la position géographique de 33° 00′ N, 22° 50′ E. En avril 1943 sa division est transférée à Malte , à partir de laquelle il continué son soutien de la 8e Armée et s'engage dans l'escorte de convoi. Du 7 au 13 mai 1943, sa division rejoint les destroyers Jervis, Paladin, Petard, et Nubian de la Force K basée à Malte , et les destroyers britanniques basés à Bône en Algérie Laforey, Loyal, et Tartar et le destroyer de la marine polonaise ORP Błyskawica de la Force Q pour bloquer le cap Bon en Tunisie, dans l'opération Retribution, pour empêcher les forces de l'Axe en Tunisie d'évacuer en Sicile par la mer,.
En juin 1943, la Royal Navy choisit le Exmoor pour participer à l'opération Husky, l'invasion alliée de la Sicile prévue pour juillet 1943, et en juillet est affectée à la Force d'escorte P pour les débarquements amphibies. Il se rend à Port-Saïd, en Égypte, d'où il part le 5 juillet 1943, escortant le convoi d'assaut MWF36. Après avoir quitté le convoi le 8 juillet 1943 pour faire un ravitaillement en carburant, il rejoint l'escorte le 9 juillet 1943 et livre le convoi à la plage d'invasion de Bark West le 10 juillet 1943, le premier jour du débarquement. Le Exmoor défend ensuite la tête de pont contre les avions de l'Axe, les navires de surface et les sous-marins. Le Exmoor, le destroyer britannique Eskimo et le destroyer grec Kanaris tentent d'entrer dans le port d'Augusta, en Sicile, le 11 juillet 1943 et échangent des tirs avec l'artillerie côtière de l'Axe.
Le Exmoor retourne en patrouille et en escorte en Méditerranée centrale en août 1943, mais plus tard dans le moi; il est choisi pour participer à l'opération Avalanche, les débarquements alliés à Salerne sur le continent italien prévus pour septembre 1943. Il est affecté à la Force opérationnelle 65 avec les Laforey, Loyal, Nubian, Tartar, et Lookout de la 19e flottille de Destroyers et les destroyers d'escorte Beaufort, Belvoir, Blackmore, Brecon, Brocklesby, Dulverton, Mendip, Ledbury, Pindos, Quantock, et Tetcott. En septembre 1943, après son arrivée à Tripoli, en Libye, le groupe de travail quitte Tripoli en tant qu'escorte du convoi TSF1, qu'il livre aux plages de débarquement le 10 septembre 1943. Le Exmoor fournit ensuite la défense antiaérienne et le soutien de tir à la tête de pont et la défense des navires alliés contre des torpilleurs allemands jusqu'au 16 septembre 1943.
En octobre 1943, le Exmoor est affecté à des opérations en mer Egée pour aider à la tentative infructueuse des Alliés de défendre les îles tenues par l'Italie contre l'invasion par les forces allemandes pendant la campagne du Dodécanèse. Le 24 octobre 1943, le croiseur léger Aurora, le destroyer Pathfinder et le Exmoor, et son sister ship Blencathra, quittent Alexandrie pour soulager le croiseur léger HMS Phoebe et les destroyers d'escorte Aldenham et Hursley, après quoi le Exmoor s'engage pour intercepter les embarcations transportant des troupes allemandes vers les îles et de ravitailler les garnisons britanniques. Les 8 et 9 novembre 1943, le Exmoor mène une recherche infructueuse d'embarcations d'invasion allemandes qui se seraient établis à Levitha, puis à l'abri dans le golfe de Doris. Il chargea 10 tonnes de munitions à Limassol le 13 novembre 1943 et part le lendemain avec le destroyer britannique Fury et le destroyer polonais ORP Krakowiak pour les livrer à Leros, mais doivent avorté leur voyage à la suite de la capitulation de Leros des forces allemandes. Le 24 novembre 1943, le Exmoor participe à l'opération Rumble Bumble, une action de diversion. Le 4 décembre 1943, le Exmoor et le Aldenham soulagent les destroyers Penn et Petard de l'escorte du destroyer grec endommagé Adrias (L67) à Alexandrie, où il arrive le 6 décembre 1943.
Après la fin de la campagne dodécanaise par une défaite alliée, le Exmoor est transféré à la 22e Flottille de Destroyers d'Alger, en Algérie, pour patrouiller et escorter en Méditerranée centrale. Il part pour Alger en décembre 1943 et y arrive le 31 décembre 1943.

#### Méditerranée, 1944
En février 1944, le Exmoor est affecté à la protection de la navigation soutenant l'opération Shingle, l'invasion alliée à Anzio et Nettuno, en Italie. Il escorte des convois jusqu'à la tête de pont et y fournit une défense antiaérienne. Le 10 mars 1944, il rejoint ses sister ships Blankney, Blencathra, et Brecon, le destroyer Urchin, et le destroyer USS Madison de la marine américaine dans une attaque à charges de profondeur dans l'ouest de la Méditerranée au sud d'Ostie, en Italie, qui force le sous-marin allemand U-450 à faire surface. le U-450 se sabordée à la position géographiqe de 41° 11′ N, 12° 27′ E, et le Urchin sauve tout son équipage,,.
Le Exmoor retourne à ses fonctions courantes en Méditerranée centrale en avril 1944. En octobre 1944, il se déploie pour escorter des convois vers le continent grec à l'appui de l'opération Manna, et devient le chef de flottille de la 3e Flottille de Destroyers, qui se compose de destroyers d'escorte de classe Hunt, y compris le Liddesdale. La flottille escorte les convois et soutient les opérations terrestres en Méditerranée orientale jusqu'au début de 1945.

#### Méditerranée, 1945
Au début de 1945, le Exmoor soutient la réoccupation alliée des îles de la mer Égée et patrouille pour intercepter les embarcations qui évacuent les forces allemandes. Le Exmoor , le Ledbury et le Tetcott se déploient également à Nisero dans le Dodécanèse pour soutenir une unité de l'armée grecque dans une attaque contre un raid allemand. Après cela, le Exmoor continue les opérations de la mer Égée jusqu'en avril 1945, puis retourne à Tarente, en Italie, pour un carénage.
Au cours de son radoub, l'Allemagne capitule au début de mai 1945, le Exmoor est sélectionné pour servir dans la Eastern Fleet (flotte de l'Est). Il rejoint sa flottille en Méditerranée en mai 1945, mais le 1er juin 1945 part pour le Royaume-Uni, où il commence une autre remise en état dans le chantier naval commercial du Royal Albert Dock à Londres pour se préparer au service en Asie du Sud-Est. Après l'armistice avec le Japon qui met fin à la Seconde Guerre mondiale le 15 août 1945, son carénage et son déploiement dans la flotte de l'Est sontannulés.

### Après guerre
Le Exmoor est mis hors service en novembre 1945 et placé en réserve à Portsmouth. Il y reste jusqu'à ce qu'il soit inscrit sur la liste des ventes en 1953.

#### Marine royale danoise
Le navire est vendu au Danemark et entre en service dans la marine royale danoise sous le nom de HDMS Valdemar Sejr (F 343) en 1954.
Il est placé sur la liste de démolition en 1962 et est vendu en 1966 pour la ferraille au Danemark,.

### Honneurs de bataille
- NORTH SEA 1941
- ATLANTIC 1941-42
- LIBYA 1912
- SICILY 1943
- SALERNO 1943
- AEGEAN 1943
- MEDITERRANEAN 1944

### Commandement
- Lieutenant Commander (Lt.Cdr.) Lawrence St George Rich (RN) de juin 1941 à février 1943
- Lieutenant (Lt.) Donald Terry McBarnet (RN) de février 1943 au 5 novembre 1943
- Commander  (Cdr.) John Jefferis (RN) du 5 novembre 1943 à début 1944
- Lieutenant (Lt.) Donald Douglas Howson (RN) de début 1944 à janvier 1945
- Commander (Cdr.) John Holmes (RN) de janvier 1945 au 9 juillet 1945
- Commander (Cdr.) Bertram Wilfrid Taylor (RN) du 9 juillet 1945 à fin 1945